# Maria Ștefan
Maria Ștefan, née le 16 février 1954 à Jurilovca, est une kayakiste roumaine. Elle est la belle-sœur de la kayakiste Maria Nichiforov.

## Carrière
Aux Championnats du monde de course en ligne de canoë-kayak de 1981, elle est médaillée de bronze en K-2 500 m avec Agafia Buhaev. Aux Championnats du monde de course en ligne de canoë-kayak de 1983, elle est médaillée de bronze en K-1 500 m et en K-4 500 m. 
Maria Ștefan participe aux Jeux olympiques de 1984 à Los Angeles et remporte la médaille d'or en K-4 500 m.